# کارلوس باریسیو
کارلوس باریسیو (انگلیسی: Carlos Barisio; ۳ ژانویهٔ ۱۹۵۱ – ۵ فوریهٔ ۲۰۲۰) بازیکن فوتبال اهل آرژانتین بود.
از باشگاه‌هایی که در آن بازی کرده‌است می‌توان به باشگاه فوتبال ریور پلاته، باشگاه فوتبال جیمناسیا لاپلاتا، و باشگاه فوتبال بوکا جونیورز اشاره کرد.